# Jeux méditerranéens de 1987
Navigation
Casablanca 1983 Athènes 1991
Les dixièmes Jeux Méditerranéens  se tiennent du 11 au 25 septembre 1987 à Lattaquié en Syrie.
Le pays organisateur a, comme de coutume, réalisé une bonne performance, avec 27 médailles dont 9 en or, alors que l'Italie a écrasé les Jeux avec 51 médailles de plus que la Yougoslavie, deuxième au classement général. 
Le Maroc a commencé à s'imposer comme puissance mondiale en athlétisme avec 6 médailles d'or, dont deux pour Saïd Aouita (1 500 m et 5 000 m), deux pour Fatima Aouam et une nouvelle médaille pour Nawal El Moutawakel (400 m haies).
Parmi les autres performances, citons le doublé de l'Égyptien Mohamed Rashwan en judo, la victoire de la Syrie en finale du football contre la France (2-1), les médailles d'or de l'Albanie pour sa première participation en volley-ball et basket-ball dames, la victoire de l'Espagnole Conchita Martínez en tennis, les 5 titres du nageur italien Giorgio Lamberti et les 4 titres de sa compatriote Tanya Vannini.

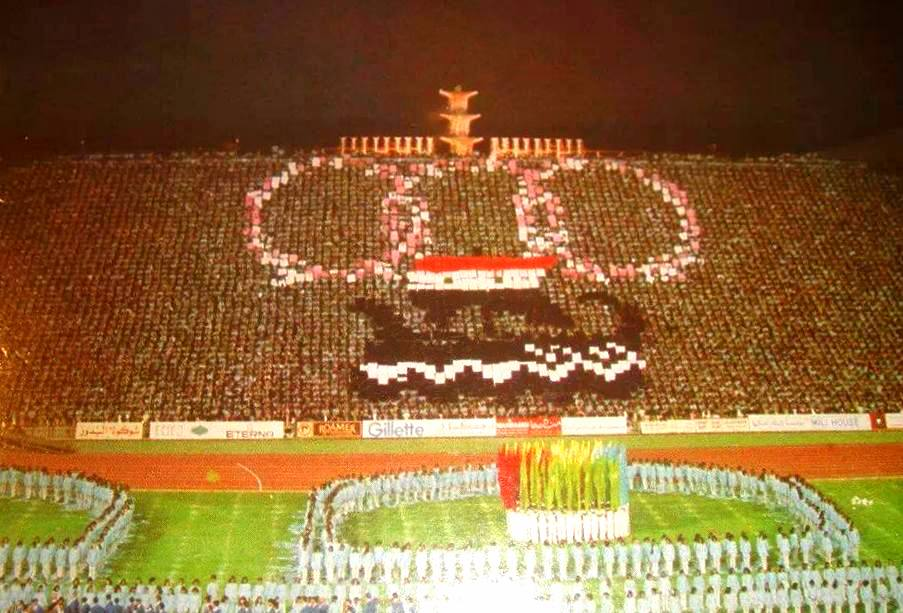
Cérémonie d'ouverture au Latakia Sports City Stadium.

## Participation
18 pays, dont deux nouvelles nations - l'Albanie et Saint-Marin - ont participé à ces Jeux où 18 disciplines ont été disputées.
La Libye, Malte et Monaco n'ont pas remporté de médailles.

## Tableau des médailles
- Pays organisateur

| Rang | Nation      | Or | Argent | Bronze | Total |
| ---- | ----------- | -- | ------ | ------ | ----- |
| 1er  | Italie      | 69 | 45     | 38     | 152   |
| 2e   | Yougoslavie | 17 | 19     | 17     | 53    |
| 3e   | France      | 16 | 30     | 22     | 68    |
| 4e   | Espagne     | 15 | 21     | 33     | 69    |
| 5e   | Maroc       | 9  | 8      | 3      | 20    |
| 6e   | Syrie       | 9  | 6      | 12     | 27    |
| 7e   | Turquie     | 8  | 9      | 22     | 39    |
| 8e   | Grèce       | 7  | 14     | 16     | 37    |
| 9e   | Algérie     | 5  | 3      | 4      | 12    |
| 10e  | Égypte      | 4  | 4      | 6      | 14    |
| 11e  | Albanie     | 3  | 1      | 4      | 8     |
| 12e  | Tunisie     | 2  | 4      | 5      | 11    |
| 13e  | Chypre      | 2  | 0      | 0      | 2     |
| 14e  | Liban       | 0  | 1      | 0      | 1     |
| 14e  | Saint-Marin | 0  | 1      | 0      | 1     |